# Vuorijärvi (sjö i Joutsa, Mellersta Finland)
Vuorijärvi är en sjö i kommunen Joutsa i landskapet Mellersta Finland i Finland. Sjön ligger 108,9 meter över havet. Arean är 74 hektar och strandlinjen är 7,57 kilometer lång. Sjön  ingår i Kymmene älvs huvudavrinningsområde.   Den ligger omkring 63 kilometer sydöst om Jyväskylä och omkring 190 kilometer norr om Helsingfors. 
I sjön finns ön Hauvalansaari. 